# Mr. Brightside
"Mr. Brightside" (у преводу, Господин Брајтсајд, односно Господин светла страна) је песма коју је написао и изводи бенд Килерс. Песма се налази на деби албуму групе, Hot Fuss (песма 2).
Текст песме се односи на преовлађујуће емоције љубоморе, до којих долази када је човек веровања да га његов партнер вара, или зависти, када човек види неког за ким жуди како је са неким другим. Брендон Флауерс, фронтмен групе Килерс, отворено је признао да је ова песма основана на ситуацији из стварног живота где је ухватио своју девојку како га вара. Међутим, песма носи назив Господин Брајтсајд јер је он оптимиста и покушава да гледа на светлу страну ствари.
Направљена су три спота за ову песму — први је прости црно-бели спот Килерса како изводе песму и који је испреплетан снимцима једне жене. Други спот, инспирисан филмом Мулен Руж, сниман је са сценографијом позоришта бурлеске, режирала га је Софи Малер, а глумили су Ерик Робертс и Изабела Мајко. Трећи је направљен у кооперацији са MTV2 и NCSoft. Овај спот се често пушта на MTV Europe и MTV Asia каналима.
"Mr. Brightside" је достигао прво место на топ-листама у разним земљама, и био је топ 10 хит на Билбордовој листи 100 најбољих.
Песму је такође обрадио бенд McFly на њиховом синглу 'I Wanna Hold You'.

## Тривија
- песму је ремиксовао Стјуарт Прајс брзо након издања песме. Ремикс је носио име -{"Jacques Lu Cont's Thin White Duke Mix"-} ("The Thin White Duke" је био псеудоним Дејвида Бовија 1970-их година).
- Марти Кејси је извео Mr. Brightside док се такмичио у емисији Rock Star: INXS. Његов наступ је касније претворен у албум "The Best of Rock Star: INXS".
- Гласине на интернету су некада говориле да је првобитни назив "господина Брајтсајда" био заправо Норман Вајтсајд, бивши фудбалер Северне Ирске. Иако ово Килерси нити сам Брендон Флауерс никад нису демантовали, мала је вероватноћа да је истина, јер песма онда не би имала смисла.